# Vårberg
Vårberg é um bairro da cidade de Estocolmo, situado na zona de Söderort. Faz fronteira com Skärholmen, Vårby, Estbröte e Kungshatt, ocupando uma área de 194 hectares de terra e de 65 hectares de água.
Vårberg fazia parte da antiga quinta de Vårby gård, hoje incorporada na comuna de Huddinge. No século XVII, a quinta produzia tijolos. Foi incorporada em Estocolmo em 1 de Janeiro de 1963. Entre 1963 e 1973, foram construídas numerosas casas de habitação.
De acordo com o censo de 2004, a sua população é de aproximadamente 8046 habitantes.
O ponto mais alto de Estocolmo, chamado Vikingaberget, situa-se em Vårberg, 77,24 metros acima do nível médio das águas do mar.
O bairro possui uma escola primária, assim como uma escola secundária. No centro, existem um hospital e diversas lojas. Possui numerosos espaços verdes e locais recreativos, onde é possível praticar desporto, como o Vårbergstoppen.

## Estação do metropolitano

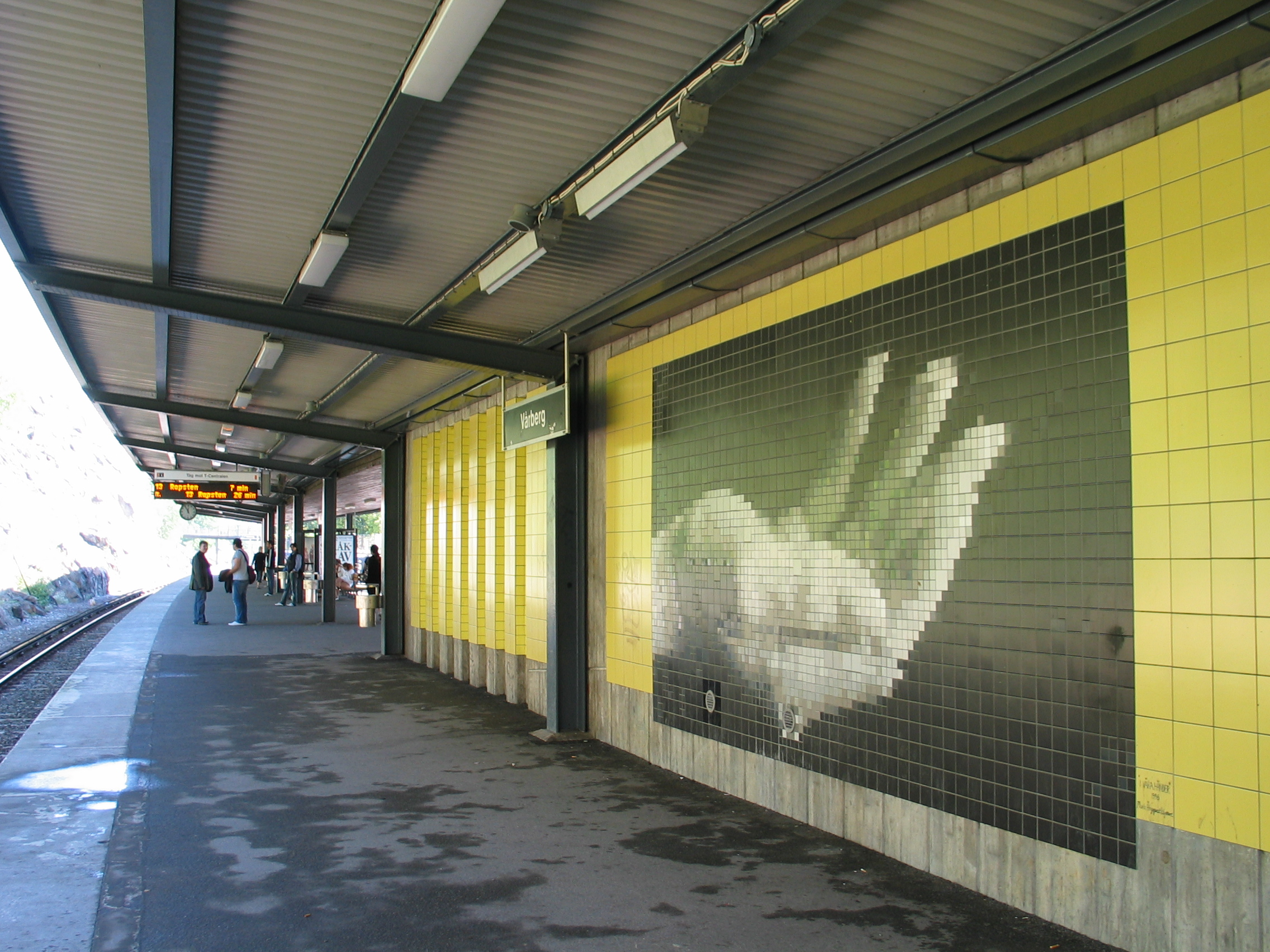
Estação de Vårberg.

A estação de metropolitano de Vårberg faz parte da linha vermelha, também conhecida por T-bana 2. Situa-se entre as estações Skärholmen e Vårby gård. Encontra-se a oeste da praça Vårbergstorget, consistindo de uma plataforma ao ar livre, com entra a partir do sul. Situa-se a 12,6 quilómetros de distância da estação de Slussen, tendo sido inaugurada a 2 de dezembro de 1967 como a 68ª estação. Possui decoração sob a forma de mosaicos, da autoria de Maria Ängquist Klyvare, datando de 1996.